# HD 109749
HD 109749 é uma estrela binária na constelação de Centaurus. A estrela primária tem uma magnitude aparente visual de 8,09, sendo invisível a olho nu. Com base em medições de paralaxe da sonda Gaia, está localizada a aproximadamente 206 anos-luz (63 parsecs) da Terra.

## Sistema estelar
A estrela primária do sistema, HD 109749 A, é uma subgigante de classe G com um tipo espectral de G3IV, o que indica que é uma estrela evoluída com uma luminosidade superior à de uma estrela da sequência principal. Sua massa é estimada em 114% da massa solar e seu raio em 121% do raio solar. A estrela está brilhando com 155% da luminosidade solar e tem uma temperatura efetiva de 5 860 K. Modelos evolucionários estimam uma idade de 4,1 bilhões de anos. HD 109749 A é cromosfericamente inativa e tem uma metalicidade alta, com uma abundância de ferro 78% superior à solar.
A estrela secundária, HD 109749 B, é uma estrela de classe K da sequência principal com um tipo espectral de K5V e uma magnitude aparente visual de 10,3. Está separada da primária por cerca de 8,4 segundos de arco, correspondendo a uma separação projetada de 500 UA. Seu movimento próprio e luminosidade são consistentes com uma estrela localizada à mesma distância da primária e com a mesma idade, confirmando que formam um par binário físico. A massa dessa estrela é estimada em 78% da massa solar. A sonda Gaia mediu para HD 109749 B uma paralaxe de 16,3047 ± 0,3571 mas, o que dá uma distância de 200 anos-luz (61 parsecs), aproximadamente a mesma distância da primária.

## Sistema planetário
Em 2006 foi publicada a descoberta de um planeta extrassolar orbitando HD 109749 A, detectado pelo método da velocidade radial como parte do Consórcio N2K. As três primeiras observações da estrela pelo espectrógrafo HIRES, no Observatório Keck, em três noites consecutivas, revelaram uma grande dispersão de 20 m/s na velocidade radial, sugerindo a presença de um Júpiter quente próximo da estrela. Observações posteriores revelaram a presença de um planeta com uma massa mínima de 0,28 MJ (aproximadamente a massa de Saturno), em uma órbita curta com período de 5,24 dias e semieixo maior de 0,06 UA. A estrela foi também monitorada fotometricamente, mas nenhum trânsito foi detectado.
| Planeta | Massa            | Semieixo maior (UA) | Período orbital (dias) | Excentricidade |
| ------- | ---------------- | ------------------- | ---------------------- | -------------- |
| b       | >0,28 ± 0,016 MJ | 0,0635              | 5,240 ± 0,002          | 0,01 ± 0,01    |